# Лук бокальценосный
Allium cyathophorum  (лат.) — вид однодольных растений рода Лук (Allium) семейства Амариллисовые (Amaryllidaceae). Впервые описан французскими ботаниками Луи Эдуаром Бюро и Адриеном Рене Франше в 1891 году.
Синонимичное название — Allium venustum C.H.Wright.
Известная разновидность — Allium cyathophorum var. farreri (Stearn) Stearn — Лук бокальценосный Фаррера.

## Распространение и среда обитания
Эндемик Китая, известный из провинций Ганьсу, Цинхай, Сычуань, Юньнань и из Тибетского автономного района.
Растёт в горных лугах и по склонам на высоте 2700–4600 м.

## Ботаническое описание
Корни сравнительно длинные и толстые. Луковицы цилиндрические, с волокнистой шелухой серо-коричневого цвета.
Листья линейные, по длине обычно уступают стрелке, 2–5 мм шириной.
Стрелка 13–15 см высотой, 2-угловатая, несёт полушаровидный зонтик с цветками от тёмно-фиолетового до фиолетового цвета. Внутренние листочки околоцветника немного длиннее внешних.
Цветёт и плодоносит с июля по август.